# Вадим
Вади́м — слов'янське ім'я, що поширене в Україні, Білорусі, Болгарії, Молдові, Північній Македонії, Росії та Словенії.

## Походження імені
Існує дві версії походження імені:
- за першою версією ім'я є давньоруським, складається зі слів вадити (приваблювати) та «има, имати», що означає «володіти, мати». Тобто ім'я Вадим означає «має привабливість», «той, що приваблює». Також Вадим може бути видозміненою формою слова Волод («володар»);
- за іншою версією ім'я Вадим походить від перського ім'я Бадеме, зокрема, у IV столітті з таким ім'ям жив християнський мученник, який у візантійській традиції називається Вадим Перський.

Вважається, що ім'я могло з християнством поширитися з Візантії у Русі.

## Іменини
У православ'ї іменини Вадима відзначають 9 квітня.